# Back to the Future phần III
Back to the Future phần III là một bộ phim khoa học viễn tưởng của Mỹ năm 1990  và là phần cuối cùng của bộ ba phim Back to the Future. Bộ phim được Robert Zemeckis đạo diễn và các diễn viên Michael J. Fox, Christopher Lloyd, Mary Steenburgen, Thomas F. Wilson và Lea Thompson đóng trong phim. Bộ phim tiếp tục thời điểm ngay sau Back to the Future phần II (1989). Trong khi bị mắc kẹt tại năm 1955 trong chuyến phiêu lưu du hành thời gian của mình, Marty McFly (Fox) phát hiện ra rằng người bạn của mình là Tiến sĩ Emmett "Doc" Brown (Lloyd), đã bị mắc kẹt tại năm 1885, và bị Buford "Mad Dog" Tannen (Wilson, ông cố của Biff,) giết chết. Marty du hành đến năm 1885 để giải cứu tiến sĩ Brown và trở lại năm 1985 một lần nữa, nhưng vấn đề rất phức tạp khi Tiến sĩ Brown lại phải lòng Clara Clayton (Steenburgen).
Back to the Future phần III được quay ở California và Arizona, và được sản xuất với ngân sách 40 triệu đô la, quay nối tiếp với Phần II. Phần III được phát hành tại Hoa Kỳ vào ngày 25 tháng 5 năm 1990, sáu tháng sau phần trước và thu được 244 triệu USD trên toàn thế giới trong thời gian đầu phát hành, trở thành bộ phim có doanh thu cao thứ sáu năm 1990.